# 툼부카어
툼부카어(툼부카어: Chitumbuka)는 아프리카의 말라위, 탄자니아, 잠비아에서 사용되는 반투어군 언어이다. 1998년 세계 연감에서는 약 200만 명의 툼부카어 화자가 있다고 추산했다. 툼부카어 화자의 대부분은 말라위에 살고 있으며, 특히 말라위 북부의 룸피현, 음주주현, 음짐바현, 카롱가현 가장 널리 사용된다. 툼부카어에는 방언이 존재한다. 룸피현에서 사용되는 툼부카어가 표준어라고 여겨진다. 음짐바 방언은 줄루어의 영향을 크게 받았으며, 다른 툼부카어 방언에는 존재하지 않는 흡착음이 존재한다.
과거 툼부카어는 체와어와 함께 정부 관리들이 주로 사용했던 주요 언어였다. 그러나 말라위의 초대 대통령 헤이스팅스 반다의 통치 기간 동안 많은 어려움을 겪었다. 1968년, 그의 단일 국가, 단일 언어 정책의 일환으로 툼부카어의 공용어 지위를 박탈했기 때문이다. 결과적으로 툼부카어는 학교 교육 과정에서 제외되었고, 공영 라디오 및 인쇄 매체에서의 사용이 금지되었다. 1994년 다당제 민주주의 정부가 수립되면서 툼부카어의 사용이 자유로워지게 되었지만, 툼부카어 책과 출판물의 수는 여전히 적다.

## 자모

### 자음[4]
|                |                     | 입술소리   | 입술소리     | 입술소리     | 치음       | 치음         | 치음           | 혓바닥소리  | 혓바닥소리 | 연구개음   | 연구개음     | 성문음 |
| plain          | lab.                | pal.       | plain        | lab.         | pal.       | plain        | lab.           | plain       | lab.       |            |              | 성문음 |
| -------------- | ------------------- | ---------- | ------------ | ------------ | ---------- | ------------ | -------------- | ----------- | ---------- | ---------- | ------------ | ------ |
| 비음           | 비음                | ma /m/     | mwa /mʷ/     | mya /mʲ/     | na /n/     | nwa /nʷ/     | nya /nʲ/       |             |            | ng'a /ŋ/   | ng'wa /ŋʷ/   |        |
| 파열음/ 파찰음 | unvoiced            | pa /p/     | pwa /pʷ/     | pya /pʲ/     | ta /t/     | twa /tʷ/     | tya /tʲ/       | ca /t͡ʃ/     | cwa /t͡ʃʷ/  | ka /k/     | kwa /kʷ/     |        |
| 파열음/ 파찰음 | voiced              | ba /ɓ/     | bwa /ɓʷ/     | bya /bʲ/     | da /ɗ/     | dwa /ɗʷ/     | dya /ɗʲ/       | ja /d͡ʒ/     | jwa /d͡ʒʷ/  | ga /g/     | gwa /gʷ/     |        |
| 파열음/ 파찰음 | aspirated           | pha /pʰ/   | phwa /pʷʰ/   | phya /pʲʰ/   | tha /tʰ/   | thwa /tʷʰ/   | thya /tʲʰ/     | cha /t͡ʃʰ/   |            | kha /kʰ/   | khwa /kʷʰ/   |        |
| 파열음/ 파찰음 | nasalised           | mba /ᵐb/   | mbwa /ᵐbʷ/   | mbya /ᵐbʲ/   | nda /ⁿd/   | ndwa /ⁿdʷ/   | (ndya) /ⁿdʲ/   | nja /ⁿd͡ʒ/   |            | nga /ᵑg/   | ngwa /ᵑgʷ/   |        |
| 파열음/ 파찰음 | nasalised aspirated | mpha /ᵐpʰ/ | mphwa /ᵐpʷʰ/ | mphya /ᵐpʲʰ/ | ntha /ⁿtʰ/ | nthwa /ⁿtʷʰ/ | (nthya) /ⁿtʲʰ/ | ncha /ⁿt͡ʃʰ/ |            | nkha /ᵑkʰ/ | nkhwa /ᵑkʷʰ/ |        |
| 마찰음         | unvoiced            | fa /f/     | fwa /fʷ/     | fya /fʲ/     | sa /s/     | swa /sʷ/     | ska (sya) /sʲ/ | (sha) /ʃ/   |            |            |              | ha /h/ |
| 마찰음         | voiced              | va /v/     | vwa /vʷ/     | vya /vʲ/     | za /z/     | zwa /zʷ/     | zga /zʲ/       |             |            |            |              |        |
| 반모음/유음    | 반모음/유음         | ŵa /β/     | wa /w/       |              | la/ra /ɽ/  | lwa/rwa /ɽʷ/ | lya/rya /ɽʲ/   | ya /j/      |            | gha /ɣ/    |              |        |

### 모음
툼부카어에는 /a/, /ɛ/, /i/, /ɔ/, /u/, /m̩/ 이렇게 총 5개의 모음이 존재한다.

## 예문
| 툼부카어                         | 한국어                                         |
| -------------------------------- | ---------------------------------------------- |
| Moni                             | 안녕하세요                                     |
| Monile                           | 안녕하세요 (여러 사람들이 모여있는 상황)       |
| Muli makola? Mwaŵa uli?          | 어떻게 지내세요?                               |
| Muli makola? Mwaŵa uli?          | 어떻게 지내세요? (여러 사람들이 모여있는 상황) |
| Nili makola                      | 괜찮아요                                       |
| Tili makola                      | 우린 괜찮아요                                  |
| Naonga                           | 감사합니다                                     |
| Yewo                             | 감사합니다                                     |
| Chomene                          | 정말 감사합니다                                |
| Ndiwe njani zina lako?           | 이름이 뭐에요?                                 |
| Zina lane ndine ...              | 제 이름은 ... 입니다                           |
| Nyengo ili uli?                  | 지금 몇 시에요?                                |
| Ningakuvwila?                    | 도와드릴까요?                                  |
| Uyende makola                    | 안녕히 가세요                                  |
| Mwende makola                    | 안녕히 가세요 (여러 사람들이 모여있는 상황)    |
| Enya/ Eh                         | 네                                             |
| Yayi/Chala                       | 아니요                                         |
| Kwali                            | 저도 모르겠어요                                |
| Mukumanya kuyowoya Chizungu?     | 영어로 말할 수 있으신가요?                     |
| Nayambapo kusambilila ChiTumbuka | 저는 이제 막 툼부카어를 배우기 시작했어요      |
| Mukung'anamula vichi?            | 무슨 뜻이죠?                                   |
| Chonde, ningaluta kubafa?        | 화장실 좀 다녀와도 될까요?                     |
| Nakutemwa/Nkhukutemwa            | 사랑해요                                       |
| Phepa                            | 죄송합니다                                     |
| Phepani                          | 죄송합니다 (여러 사람들이 모여있는 상황)       |
| Banja                            | 가족                                           |
| Yowoya                           | 말하다                                         |